# Абанганы
Абанганы (от яванск. abang ‘красный’) — название социокультурной группы из числа жителей Центральной и Восточной Явы, у которых ислам сочетается с традиционными и индуистско-буддийскими верованиями. Термин «абанганы»  впервые предложил в 1976 году американский антрополог Клиффорд Гирц. Абанганы, как правило, не соблюдают формальные ритуальные обязательства в исламе (чтение пяти ежедневных молитв, соблюдение месячного поста, подаяние и т. д.), а в культурном плане они привержены доисламским формам яванского искусства, таким как wayang (театр теней), и мистическим религиозным идеям. Абанганы не отрицают систему местных доисламских верований, которая в мусульманском праве называется адатом. В начале XX века в результате объединения и укрупнения голландцами крестьянских общин строгие мусульмане (сантри) и номинальные мусульмане (абанган) часто оказывались под единым управлением. Социальная напряжённость между этими двумя группами населения усиливалась из-за того, что община сантри требовала соблюдения религиозной ортодоксии. Этими противоречиями умело манипулировали индонезийские националисты, которые использовали абанган в качестве противовеса исламским политическим притязаниям. Сукарно, первый президент Индонезии в 1949—1967 годах, стал самым последовательным выразителем интересов общины абанган. Индонезийская коммунистическая партия (ИПК), вместо того чтобы делать упор на теоретические доктрины Маркса и Ленина, также набирала большинство своих членов из числа яванских абанганов, обещая возвращение к великой доголландской и доисламской эгалитарной эпохе.